# Tang bao
Le tang bao, aussi orthographié tangbao, est un type de petits pains à la vapeur (baozi) remplis de soupe dans la cuisine chinoise,. Ils sont aussi parfois connus sous le nom de guantang bao. On en trouve différentes variétés, avec quelques variantes de noms dans diverses régions du pays. Tous ces petits pains sont fabriqués en enveloppant une garniture gélatineuse dans une pâte, qui est ensuite cuite à la vapeur pour faire fondre la garniture dans la soupe.